# 황범식
황범식(黃範植, 1946년 9월 23일~)은 대한민국의 배우이자 연극인이다.
1967년 연극배우로 첫 데뷔하였고, 1968년부터 이듬해 1969년까지 TBC 동양방송 TV 드라마 2편 등에 각각 단역으로 출연한 것 등으로써, 나름의 커리어를 축적하고 나서, 1970년 서울중앙방송(현재의 KBS 한국방송공사) 공채 9기 탤런트로 입격하면서부터 정식 데뷔를 하였다.

## 출연작

### 드라마
- 《대한국인》(1979년) - 송병준 역
- 《대명》(1981년) - 김경징 역
- 《천과지》(1981년)
- 《풍운》(1982년) - 오경석 역
- 《개국》(1983년) - 신순 역
- 《객주》(1983년)
- 《꾸러기 합창》(1983년)
- 《독립문》(1984년) - 이근택 역
- 《휴전 6.25》(1984년)
- 《새벽》(1985년)
- 《적도전선》(1985년)
- 《길손》(1986년)
- 《노다지》(1986년)
- 《사로잡힌 영혼》(1988년)
- 《조선백자 마리아상》(1988년)
- 《암소》(1989년)
- 《무풍지대》(1989년)
- 《5학년 3반 청개구리들》(1990년) - 천택이아빠 고부장 역
- 《서울 뚝배기》(1990년)
- 《대추나무 사랑걸렸네》(1990년 ~ 1992년) - 배상신 역
- 《여명의 그날》(1990년) - 김정재 역
- 《여명의 눈동자》(1991년)
- 《작은 도시》(1992년)
- 《겨울 무지개》(1992년)
- 《제3공화국》(1993년)
- 《한명회》(1994년) - 만득 역
- 《겨울 도화리》(1994년)
- 《사랑이 꽃피는 교실》(1994년) - 인수 부 역
- 《코리아게이트》(1995년) - 박흥주 역
- 《찬란한 여명》(1995년) - 스기무라 후카시 역
- 《전설의 고향》(1996년) - 천도편 역
- 《스타트》(1997년)
- 《왕과 비》(1999년) - 내관 김연 역
- 《명성황후》(2001년) - 이 내관 역.  고종을 옆에서 섬기는 상선(최고위 내관, 지금의 청와대 비서실장)을 연기함.
- 《무인시대》(2003년) - 이광정 역
- 《명동백작》(2004년) - 평안도에서 월남한 행상 역. 소설가 이봉구(박철호 연기)의 친구이기도 함.
- 《불멸의 이순신》(2005년) - 배설 역
- 《유행가가 되리》(2005년)
- 《황금사과》(2005년) - 흥만 역
- 《주몽》(2006년) - 진용 역
- 《서울 1945》(2006년) - 동네 주민 역
- 《산너머 남촌에는》(2007년) - 봉춘봉 역
- 《대왕 세종》(2008년) - 노희봉 역
- 《천추태후》(2009년) - 김은부 역
- 《근초고왕》(2010년) - 대장장이(특별출연) 역
- 《락락락》(2010년) - 태원 부 역
- 《브레인》(2011년) - 차훈경 역
- 《삼생이》(2013년)
- 《구암 허준》(2013년) - 내의원 송학규 역
- 《닥터 이방인》(2014년) - 림씨 역
- 《고양이는 있다》(2014년) - 윤노인 역
- 《꽃 피어라 달순아!》(2018년)
- 《태양의 계절》(2019년) - 황재복 역
- 《비밀의 남자》(2020년) - 주설 역
- 《사랑의 꽈배기》(2021년) - 오태봉 역 (특별출연)

### 영화
- 《량강도 아이들》 (2011년) - 책임 비서 역

### 예능
- 《퀴즈탐험 신비의 세계》 (1987년 5월 6일, 1992년 8월 30일) - 게스트
- 《가족오락관》 (1999년 8월 25일, 2001년 9월 1일, 2003년 8월 16일) - 게스트
- 《체험 삶의 현장》 (2001년 9월 16일, 2008년 12월 14일, 2011년 1월 9일) - 게스트

## 참고 사항
- 코미디언 배일집과 고교 동창이다.
- 배우 박은수와 대학 동창이다.